# O Pássaro Raro
O Pássaro Raro (no original em norueguês, Diagnosen og andre noveller, em tradução livre em português, O diagnóstico e outras histórias) é um livro escrito por Jostein Gaarder, o mesmo autor de O mundo de sofia, e publicado 1986.
O livro traz dez histórias que possuem uma única semelhança: pessoas que se dão conta da verdade, que param para pensar no mundo, na sua própria existência, de forma profunda, em dado momento da vida, eis que nesta hora, o Pássaro Raro pousou no seu ombro. Entre cada história existe um pequeno texto, escrito de forma poética, que antecipa e prepara o leitor para o texto, e que pode sempre servir para longas pausas filosóficas. São obras de ficção científica, romances e dramas, entre outros estilos.

## O Scanner do tempo
O nosso passado surge diante de nossos olhos, com este invento do homem. Através do Pleroma todo o passado pode ser revisto. A ciência morreu, a história também. O mundo humano foi criando formas de bisbiolhatar seu próprio mundo. Agora este pecado virou uma delícia, não há mais cultura, esta é a única cultura, a única história, é o scanner do tempo.

## O Diagnóstico
Até que ponto um problema de saúde nos leva para um encontro inesperado com Buda? A dor trás os pensamentos mais profundos, e antecipa a morte, e faz com que entedamos para que vivemos.

## Teobaldo e Teodoro
O que você faria se descobrisse que um personagem toma vida no próprio autor? E o autor pode nem se dar conta disso. E se você descobrisse ser um personagem? Veja o que acontece quando a página 467 é lida.

## O Crítico
E se você tivesse que fazer uma resenha jornalística sobre o sol? É interessante imaginar as coisas que podemos fazer quando não esperamos muito delas, inclusive uma resenha sobre o sol.

## O Homem Que Não Queria Morrer
Ao saber que vai morrer Johnny Pedersen leva às últimas conseqüências seu desespero. Mas ele vai morrer, de que serviriam punições para algum pequeno "crime" milionário, perto desta descoberta?

## Alarme Falso
E se você tivesse a certeza da morte, e rezasse, pedindo a Deus por uma segunda chance? *5* *4* *3* *2* *1*... Você descobre que não morreu, que não passou de um alarme falso, a contagem regressiva para o fim da sua vida.

## A Visita do Escritor
Numa pacata cidade, numa festa do solstício de verão, personagens dançam e cantam, mas mal sabem eles que seu criador está do lado deles. Imagine o criador e a criação na mesma história. O escritor entrou no seu próprio mundo, será que ele saiu de Lá?

## Ponto de Encontro: Castel Sant'Angelo
Todos nós já presenciamos uma história de amor, mas a de Morten e Ine é impressionante. A despedida nem sempre é adeus, e nem sempre o reencontro é feliz. E tudo isso por causa do correio europeu.

## Tosse Perigosa
Quando uma tosse não para, é bom pensar duas vezes antes de comprar um xarope, pois isso pode tornar-se uma obsessão, uma paixão incontrolável, que só na farmácia mais perto pode ser saciada.

## O Catálogo
Todos os seres humanos do mundo são obrigados, a cada quatro anos, a escreverem o que quiserem no Catálogo, que é aberto a toda civilização, desta forma para saber o que alguem pensa, é só ir e dar uma lidinha. Afinal, não é ilegal bisbilhotar os outros desta forma, é?